# Quercus kerrii
Espèce
Synonymes
- Cyclobalanopsis kerrii (Craib) Hu[1]
- Quercus dispar Chun & Tsiang[1]

Statut de conservation UICN

 LC  : Préoccupation mineure
Quercus kerrii est une espèce de chênes du sous-genre Cyclobalanopsis. L'espèce est présente en Chine, en Thaïlande, au Laos et au Viêt Nam.

## Liste des variétés
Selon Tropicos (4 janvier 2020) :
- variété Quercus kerrii var. pubescens Barnett

## Étymologie
Son épithète spécifique, kerrii, lui a été donnée en l'honneur de Arthur Francis George Kerr (d) (1877-1942), botaniste irlandais qui a notamment étudié la flore de Thaïlande.

## Publication originale
- (en) William Grant Craib, « List of Siamese Plants with Descriptions of New Species - continued », Bulletin of Miscellaneous Information Kew, Londres, Inconnu, vol. 1911,‎ 1911, p. 385-484 (ISSN 0366-4457, OCLC 7052979, lire en ligne).